# Hatton (Sri Lanka)
Pour les articles homonymes, voir Hatton.
Hatton (en cingalais: හැටන්, en tamoul: ஹற்றன்), est une ville du district de Nuwara Eliya, dans la province du Centre, au Sri Lanka. 

## Géographie
Elle s'étend à environ 1 270 m d'altitude dans la vallée de la Mahaweli.

## Administration
Hatton et la ville voisine de Dickoya sont administrées par le conseil urbain Hatton-Dickoya.

### Population
Au recensement de 2001, sa population s'élevait à 14 255 habitants.

## Économie
Hatton est située dans la principale région de production de thé de Ceylan. 

### Infrastructures
La ville dispose d'une gare importante sur la ligne Colombo-Badulla. Elle est également traversée par l'autoroute A7.